# Family (Band)
Family (engl. für „Familie“) war eine experimentierfreudige und schwer zu kategorisierende britische Rock-Band um das Songschreiber-Duo Charlie Whitney / Roger Chapman. Mit ihrer ungewöhnlichen Mischung aus wilder Bühnenpräsenz und musikalischer Feinsinnigkeit erwarb sich die Band zwar eine treue Gefolgschaft, schaffte aber nie den großen Durchbruch, wozu sicherlich auch der exzessive „Rock’n’Roll-Lebensstil“ der Musiker beitrug.

## Geschichte

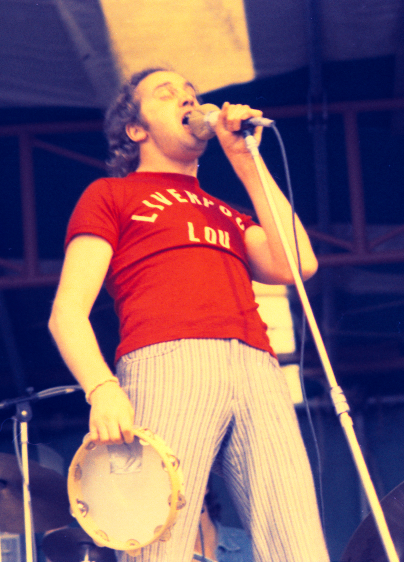
Roger Chapman 1974

1962 gründete John „Charlie“ Whitney (Gitarre) in Leicester zusammen mit Jim King (Gesang, Saxofon, Mundharmonika), Harry Overnall (Schlagzeug) und Tim Kirchin (Bass) die Rock-’n’-Roll-Band The Farinas, die 1964 die Single You’d Better Stop / I Like It Like That aufnahm. 1965 ersetzte Ric Grech (Bass, Violine) Kirchin, 1966 kam Roger Chapman als Sänger dazu. Man nannte sich jetzt die Roaring Sixties und tourte durch England. 
Bei der Aufnahme eines Demobands für den Produzenten Kim Fowley gab dieser der Band 1967 den Namen The Family, da sie auf der Bühne wie eine Mafia-Gang auftrat. Allerdings änderte man bald das Outfit (Jeans statt Anzug), und auch der musikalische Stil begann sich unter dem Einfluss amerikanischer West-Coast-Bands wie den Byrds und den Doors zu ändern. Nach Veröffentlichung der ersten, unter Mitwirkung sämtlicher Mitglieder der Band Traffic eingespielten Single Scene Thru The Eye Of A Lens / Gypsy Woman im Oktober 1967 ersetzte Rob Townsend den bisherigen Schlagzeuger Overnall.
1968 spielte Family in London als Vorgruppe von Tim Hardin und tourte in England mit Jethro Tull und Ten Years After. Das im Juli desselben Jahres erschienene und von Traffics Dave Mason produzierte Debütalbum der Band, Music in a Doll's House, war eine sehr psychedelische Angelegenheit, die Beifall bei der Kritik erntete. Die gespenstischen Falsett-Einlagen bei Stücken wie The Chase oder Old Songs, New Songs stammten von Jim King, der auch die Strophen von Me My Friend sang. Mit Dave Masons Never Like This war einmalig eine Fremdkomposition auf einem Family-Album enthalten; die Band spielte mit ihrem Produzenten außerdem dessen Solo-B-Seite Little Woman ein.
Ein zugänglicheres zweites Album, Family Entertainment, präsentierte im Februar 1969 erstmals einen von der Band in Zukunft praktisch mit jeder neuen Veröffentlichung vollzogenen Stilwechsel und erreichte Platz 6 in den britischen Album-Charts. Das darauf enthaltene Stück The Weaver’s Answer, das nie als Single veröffentlicht wurde, sondern später lediglich Bestandteil einer EP war, gilt als bekanntester Song der Gruppe. Neben Chapman steuerten auch King (Observations from a Hill) und Grech (Second Generation Woman, Face in the Cloud) Leadgesang bei; letzterer konnte sich zudem verstärkt als Songschreiber profilieren. Das Albumcover war von dem des Doors-Albums Strange Days beeinflusst. Außerdem spielte die Band das Stück Young Love ein, das im Film Die letzten Abenteurer (The Adventurers, 1970) als Untermalung einer Modenschau Verwendung fand, aber bis heute nicht auf Platte oder CD veröffentlicht worden ist.
Im April 1969 verließ Ric Grech die Band während ihrer ersten US-Tour, um sich Blind Faith anzuschließen. Er wurde von dem ehemaligen New-Animals-Mitglied John Weider (Bass, Violine) ersetzt. Bei dieser Tour trat Family zusammen mit The Nice und Ten Years After im Fillmore East auf. Allerdings blieb der Erfolg in Amerika aus. Im Juli 1969 spielte Family mit King Crimson beim Konzert der Rolling Stones im Londoner Hyde Park. Ende des Jahres musste Jim King aufgrund unberechenbaren und unzuverlässigen Verhaltens durch John „Poli“ Palmer (Keyboards, Querflöte, Vibraphon) ersetzt werden, wodurch sich der Bandsound abermals änderte. Auf der B-Seite der Single No Mule's Fool / Good Friend of Mine vom Oktober waren durch Overdubbing beide Musiker zu hören.
Das im Januar 1970 veröffentlichte dritte Album A Song For Me erreichte Platz 4 der Charts. Dem Werk war allgemein eine gewisse Orientierungslosigkeit anzumerken, auch dadurch bedingt, dass einige bereits früher geschriebene Stücke auf die Mitwirkung Kings verzichten und für Palmer umarrangiert werden mussten. Unter anderem mit dem neunminütigen Titelsong, der am ehesten als eine Mischung aus Hardrock und Soul durchgeht, konnte die Band jedoch abermals überzeugen. Im August 1970 war Family zum zweiten Mal beim Isle of Wight Festival mit dabei und ist in der dazugehörigen Film-Doku Message to Love mit einer Aufführung von Good News Bad News vertreten. Das längere Stück war auch Bestandteil des im November erschienenen Albums Anyway, das jeweils zur Hälfte aus Live- und Studio-Material bestand.
1971 verließ John Weider die Band und wurde durch John Wetton (Bass, Gesang) von der Band Mogul Thrash ersetzt. Im Juli des Jahres hatte Family mit In My Own Time / Seasons den größten Single-Erfolg (Platz 4). Auf dem im Oktober folgenden Album Fearless übernahm Wetton bei den Stücken Spanish Tide und Save Some For Thee Teile des Leadgesangs, während Larf and Sing von Poli Palmer dargeboten wurde. Das nächste Album Bandstand kam im September 1972 heraus und war das „massenkompatibelste“ Produkt der Band seit Family Entertainment. Roger Chapman bezeichnet es heute als seinen Favoriten und spielt die beiden Single-Auskopplungen Burlesque und My Friend The Sun bei seinen Solokonzerten. Wetton hatte die Band noch vor Veröffentlichung der Platte verlassen, um bei King Crimson zu spielen.
Mit dem Bassisten Jim Cregan als Wetton-Ersatz ging Family 1972 mit Elton John auf US-Tour, die jedoch enttäuschend verlief. Zu diesem Zeitpunkt hatte sich die Band von Poli Palmer entfremdet, der schließlich gefeuert und durch Keyboarder Tony Ashton von Ashton, Gardner & Dyke ersetzt wurde. Mit Ashton und Cregan wurde die siebte und letzte Family-Platte It's Only A Movie eingespielt, wobei ersterer auch als Leadsänger von Sweet Desiree und der B-Seite Drink to You zum Einsatz kam. Das fröhlichste Album der Band war wohl auch ihr am kommerziellsten ausgerichtetes, verkaufte sich aber ironischerweise nicht. Im Oktober 1973 gab Family ein Abschiedskonzert in Leicester und löste sich danach auf. Die Hauptsongschreiber Whitney und Chapman gründeten anschließend die Streetwalkers, bevor Chapman ab den späten 1970er Jahren solo weitermachte. Ric Grech starb 1990, Tony Ashton 2001, Jim King 2012, John Wetton 2017.
Das 40-jährige Jubiläum der Bandauflösung beging Family am 1. und 2. Februar 2013 im Londoner O2 Shepherds Bush Empire mit zwei Reunion-Konzerten in der Besetzung Roger Chapman, Rob Townsend, Poli Palmer und Jim Cregan plus Gastmusikern. Die Setlist bestand aus Top of the Hill, Drowned in Wine, Holding the Compass, Part of the Load, Ready to Go, Crinkly Grin, Burning Bridges, No Mule’s Fool, Sat’d’y Barfly, Between Blue and Me, Hung Up Down, Burlesque, In My Own Time sowie den Zugaben The Weaver’s Answer, My Friend the Sun und Sweet Desiree. Zudem waren Family am 16. August desselben Jahres neben Asia und Caravan Hauptattraktion des Festivals „Rockin’ the Park 2013“ in Nottinghams Clumber Park. Ein weiterer Festival-Auftritt, diesmal anlässlich des 50-jährigen Band-Jubiläums, erfolgte im Juli 2016 bei der Ramblin’ Man Fair in Maidstone, Kent. Ende 2016 spielte die Band noch drei weitere Konzerte; das endgültig letzte am 22. Dezember in ihrer Gründungsstadt Leicester.

## Diskografie
Studioalben

| Jahr | Titel                   | Höchstplatzierung, Gesamtwochen, AuszeichnungChartplatzierungen (Jahr, Titel, Platzierungen, Wochen, Auszeichnungen, Anmerkungen) | Höchstplatzierung, Gesamtwochen, AuszeichnungChartplatzierungen (Jahr, Titel, Platzierungen, Wochen, Auszeichnungen, Anmerkungen) | Anmerkungen |
| Jahr | Titel                   | UK | US | Anmerkungen |
| ---- | ----------------------- | --- | --- | ----------- |
| 1968 | Music in a Doll’s House | UK35 (3 Wo.)UK | — |             |
| 1969 | Family Entertainment    | UK6 (2 Wo.)UK | — |             |
| 1970 | A Song for Me           | UK4 (13 Wo.)UK | — |             |
| 1970 | Anyway                  | UK7 (8 Wo.)UK | — |             |
| 1971 | Fearless                | UK14 (2 Wo.)UK | US177 (7 Wo.)US |             |
| 1972 | Bandstand               | UK15 (10 Wo.)UK | US183 (5 Wo.)US |             |
| 1973 | It’s Only a Movie       | UK30 (3 Wo.)UK | — |             |